# ريتا كونولي
ريتا كونولي (بالإنجليزية: Rita Connolly)‏ هي مغنية أيرلندية، ولدت في القرن العشرين في دبلن في جمهورية أيرلندا.

## وصلات خارجية
- ريتا كونولي على موقع ميوزك برينز (الإنجليزية)
- ريتا كونولي على موقع أول ميوزيك (الإنجليزية)
- ريتا كونولي على موقع ديسكوغز (الإنجليزية)